# Sascha Stowasser

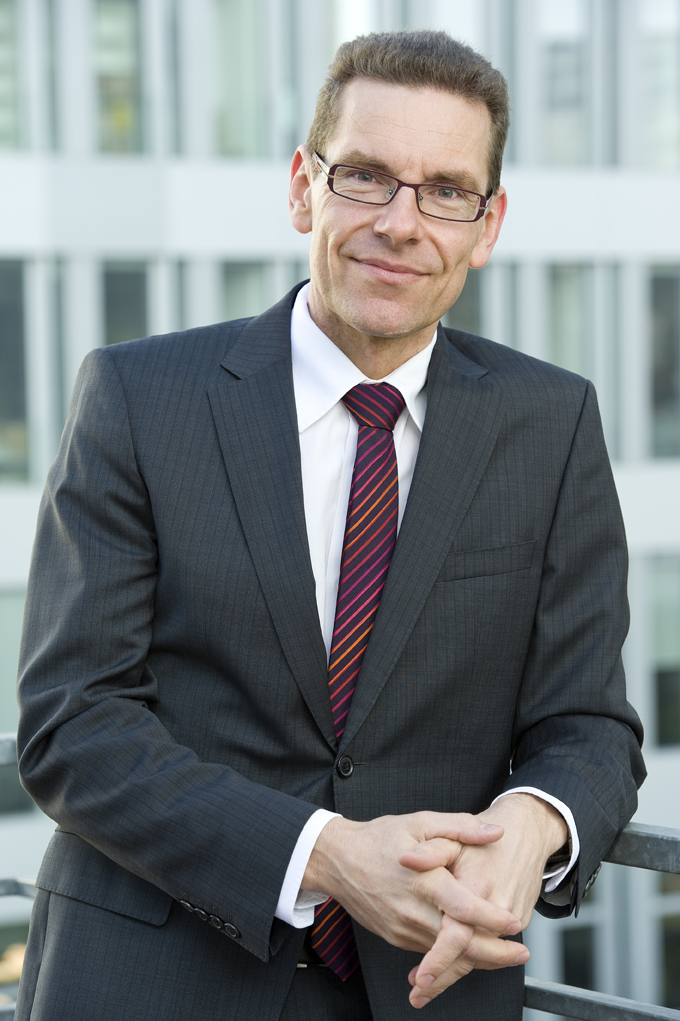
Sascha Stowasser, 2011

Sascha Stowasser (* 11. Februar 1971 in Rastatt) ist ein deutscher Arbeitswissenschaftler und Direktor des Instituts für angewandte Arbeitswissenschaft e. V. (ifaa) (ifaa), Düsseldorf.

## Studium
Stowasser studierte in seinem Erststudium „Wirtschaftsingenieurwesen“ an der Universität Karlsruhe (TH) von 1991 bis 1996.
Im Jahr 1999 nahm Stowasser sein Zweitstudium an der Fernuniversität Hagen auf mit dem Studienfach „Soziale Verhaltenswissenschaften“ und den Schwerpunkten Arbeits- und Umweltpsychologie und Psychologie der sozialen Prozesse.
Im Jahr 2002 promovierte Stowasser zum Doktor der Ingenieurwissenschaften.
Drei Jahre später erfolgte die Habilitation im Fach Arbeitswissenschaft.

## Wissenschaftliche und berufliche Stationen
Von 1996 bis 2001 war er wissenschaftlicher Mitarbeiter am Institut für Arbeitswissenschaft und Betriebsorganisation (ifab) der Universität Karlsruhe (TH).
In den darauffolgenden Jahren von 2001 bis 2005 nahm er die Stelle als Oberingenieur im Institut für Arbeitswissenschaft der Universität Karlsruhe wahr.
Anschließend von 2005 bis 2008 war Stowasser beauftragt mit Führungsaufgaben bei der Bosch Rexroth AG.
Seit 2008 ist er als Direktor und geschäftsführender Vorstand des Instituts für angewandte Arbeitswissenschaft e. V. (ifaa) in Düsseldorf tätig.
Zudem ist Stowasser seit 2009 außerplanmäßiger Professor am Karlsruher Institut für Technologie (KIT), vormals Universität Karlsruhe (TH). Stowasser ist seit Juni 2022 Experte im 12-köpfigen Rat des Arbeitswelt des Bundesministeriums für Arbeit und Soziales.
Stowasser hat über 550 Reden, Vorträge, Zeitschriften-, Radio- und TV-Beiträge zu aktuellen Themen der Arbeitswelt, Betriebsorganisation und Arbeitsforschung realisiert.

## Forschungsthemen
Derzeitige Forschungsaufgaben von Stowasser sind
- die Gestaltung der zukünftigen Arbeitswelt,
- das humanorientierte Produktivitätsmanagement,
- die Digitalisierung in der Arbeit
- die Auswirkung der Künstlichen Intelligenz auf die Arbeit und Organisation.

Stowasser ist verantwortlicher Herausgeber der Fachzeitschriften „Werkwandel“ sowie „Leistung und Entgelt“.

## Positionen zur Digitalisierung und künstlichen Intelligenz in der Arbeitswelt
Immer wieder äußert er sich über die Chancen von vernetzter und künstlicher Intelligenz für die Arbeitswelt. „Die Arbeitswelt in den Unternehmen erfährt ebenfalls umwälzende Veränderungen. KI-Instrumente oder lernende (Arbeits-)Systeme entwickeln die Arbeitswelt 4.0 zur Arbeitswelt 5.0. Steht die Arbeitswelt 4.0 im Fokus der vernetzten Digitalisierung und der Flexibilisierung von Arbeitsort, -zeit, -organisation sowie Handlungsfreiheit, so wird die Arbeitswelt 5.0 mit intelligenter Assistenz, lernenden Robotern und benutzeroptimierter Informationsbereitstellung bereichert. Für die Beschäftigten bedeutet der Einsatz von KI noch mehr Flexibilität, anspruchsvollere Tätigkeiten, individuell angepasste Informationen sowie Erleichterung bei monotonen Routinetätigkeiten.“ Andererseits zählt Stowasser auf eine Grundsatzdebatte, die sowohl die enormen Vorteile von KI als auch humane Aspekte bei ihrem Einsatz berücksichtigt. Arbeit soll nicht so gestaltet sein, „dass die Beschäftigten nur noch Anhängsel von KI wären“. In einer Sitzung der Projektgruppe „KI und Arbeit“ der Enquete-Kommission Künstliche Intelligenz des Deutschen Bundestags erörterte Stowasser, dass die aktuell bestehenden gesetzliche Vorschriften des Arbeitsschutzes für die Realisierung von KI ausreichen. Die Gefährdungsbeurteilung der Arbeitsplätze und -prozesse – die Basis des deutschen Arbeitsschutzes – gelte im Umgang mit KI als sinnvoll.

## Positionen zur Arbeitswelt nach Corona
Laut Stowasser ist die Arbeitswelt in manchen Bereichen von jetzt auf gleich in eine komplett andere Arbeitswelt gebeamt worden. „Quasi in einem Realexperiment erleben wir den Einzug digitalisierter Arbeitsmodelle, Kommunikationsaustausch über Telefon- und Videoschalten sowie digitale Workflows im Unternehmen. Dies beschleunigt den Grad der Digitalisierung in der deutschen Arbeitswelt – nachhaltig positiv auch für die Zeit nach Corona.“ Auswirkungen auf die Mitbestimmungsverhältnisse erwartet Stowasser keine. Im Gegenteil: Ähnlich wie in der Finanz- und Wirtschaftskrise 2008/2009 wird sich zeigen, dass die Sozialpartnerschaft von Arbeitgeberverbänden und Gewerkschaften und deren gemeinsame Aktivitäten zur Beschäftigungssicherung großer Pluspunkt für den deutschen Standort sind.

## Gremien, Mitgliedschaften u.a.
Stowasser ist Mitglied – zum Teil in leitender Funktion – in zahlreichen Organisationen und Gremien der Arbeitsweltgestaltung und Betriebsorganisation, u. a.:
- Vorsitzender des REFA-Instituts e.V.[8]
- Vorsitzender des Arbeitskreises „Arbeitsgestaltung und -forschung“ der Bundesvereinigung der Deutschen Arbeitgeberverbände (BDA)
- Vorsitzender des Beirates VDSI - Verband für Sicherheit, Gesundheit und Umweltschutz bei der Arbeit e.V.
- Mitglied im Rat der Arbeitswelt des Bundesministerium für Arbeit und Soziales (BMAS)
- Mitglied der Kommission Arbeitsschutz und Normung (KAN)
- Mitglied des Kuratoriums des Leibniz-Institut für Arbeitsforschung an der TU Dortmund (IfaDo)
- Mitglied des INQA-TIK „Produktion“ (Initiative Neue Qualität der Arbeit von BMAS, BDA und DGB)
- Mitglied der Gesellschaft für Arbeitswissenschaft (GfA)
- Mitglied der Wissenschaftlichen Gesellschaft für Arbeits- und Betriebsorganisation (WGAB)
- Mitglied der Gesellschaft für Sicherheitswissenschaft (GfS)
- Mitglied des Vereins Deutscher Ingenieure (VDI)
- German UPA, Gründungsmitglied der Regionalgruppe Karlsruhe
- Experte im Futur-Prozess des Bundesministeriums für Bildung und Forschung (abgeschlossen)

Stowasser ist Mitglied zahlreicher nationaler und internationaler Gremien der Standardisierung:
- Vorsitzender des DIN-Normenausschusses Ergonomie (NAErg)
- DIN-Normenausschuss NA 023 00 01 GA „Grundsätze der Ergonomie“ (Obmann)
- ISO-Technical committees TC 159 „Ergonomics“
- ISO-Subcommittee TC159/SC1 „General ergonomics principles“
- ISO-Normenausschuss ISO/TC 159/SC 1/WG 1 „Principles of ergonomics and ergonomic design“
- DIN-Normenausschuss NI-Erg „Benutzerschnittstellen“
- Kommission für Sicherheitstechnik für den DIN-Direktor
- Strategisches Beratungsgremium für Arbeitsschutz des DIN
- VDI FA201 – Fachausschuss Ganzheitliche Produktionssysteme
- VDI 3633, Blatt 11 „Simulation und Visualisierung“

## Habilitation, Promotion, Auszeichnungen, Zertifikate
- Ernennung zum außerplanmäßigen Professor am Karlsruher Institut für Technologie (KIT) im Juli 2009
- Habilitation zur Erlangung der Venia Legendi im Fach „Arbeitswissenschaft“ mit dem Thema „Methodische Grundlagen der softwareergonomischen Evaluationsforschung“ (Oktober 2005).
- Promotion zum Doktor der Ingenieurwissenschaften im Januar 2002 mit dem Thema „Vergleichende Evaluation von Visualisierungsformen zur operativen Werkstattsteuerung“
- Hans-Peter-Willumeit-Preis auf dem Gebiet der Mensch-Maschine-Systeme für die Dissertation (Berlin, Oktober 2005)
- Preis für den besten Vortrag auf dem 5. Nachwuchssymposium des Forum Arbeitsphysiologie (November 2001)
- Zertifizierung zum Euro-Ergonom (European Ergonomist) im Jahr 2000. (erneuert 2020)

## Publikationen (Auswahl)
- Cernavin, Oleg, Schröter, Welf, Stowasser, Sascha (Hrsg.): Prävention 4.0 - Analysen und Handlungsempfehlungen für eine produktive und gesunde Arbeit 4.0. Springer-Verlag, 2018.
- Sascha Stowasser: Methodische Grundlagen der softwareergonomischen Evaluationsforschung. (= ifab-Forschungsberichte aus dem Institut für Arbeitswissenschaft und Betriebsorganisation der Universität Karlsruhe. Band 37). Shaker Verlag, Aachen 2006. (zugl. Karlsruhe, Uni Habilitation 2005)
- Patricia Stock, Thomas Bogus, Sascha Stowasser: Auswirkungen flexibler Arbeitszeitmodelle auf den Personaleinsatz und die Belastung des Personals. Shaker Verlag, Aachen 2004.
- Gert Zülch, Sascha Stowasser, Harinder S. Jagdev (Hrsg.): Current Trends in Production Management. (= esim – European Series in Industrial Management. vol. 6). Shaker Verlag, Aachen 2003.
- Sascha Stowasser: Vergleichende Evaluation von Visualisierungsformen zur operativen Werkstattsteuerung. (= ifab-Forschungsberichte aus dem Institut für Arbeitswissenschaft und Betriebsorganisation der Universität Karlsruhe. Band 26). Shaker Verlag, Aachen 2002. (zugl. Karlsruhe, Uni Diss. 2002)